# Pointe de Senetosa et prolongements
Pointe de Senetosa et prolongements este o arie protejată (sit de importanță comunitară — SCI) din Franța întinsă pe o suprafață de 3.535 ha, integral marine.

## Localizare
Centrul sitului Pointe de Senetosa et prolongements este situat la coordonatele 41°32′47″N 8°49′51″E / 41.54639°N 8.83083°E.

## Înființare
Situl Pointe de Senetosa et prolongements a fost declarat arie specială de conservare în baza directivei 92/43 din 1992 referitoare la conservarea habitatelor naturale și a faunei și florei sălbatice pentru a proteja un număr necunoscut de specii din flora spontană și fauna sălbatică aflate în arealul zonei.

## Biodiversitate
Situată în ecoregiunea mediteraneană, aria protejată conține 2 habitate naturale: Straturi cu Posidonia (Posidonion oceanicae), Recifuri.
La baza desemnării sitului se află un număr nedeclarat de specii protejate.
Pe lângă speciile protejate, pe teritoriul sitului au mai fost identificate 1 specie de nevertebrate.